# Distrito de Demmin
El distrito de Demmin (del alemán: Landkreis Demmin) fue un distrito alemán ubicado al este del estado federal de Mecklemburgo-Pomerania Occidental. Los distritos vecinos al norte eran Distrito de Pomerania Septentrional, al este limita con el distrito de Pomerania Oriental, al sudeste con el distrito de Mecklemburgo-Strelitz, al sur limitaba con el distrito de Müritz así como el oeste con el distrito de Güstrow. La capital del distrito era la ciudad de Demmin.

## División administrativa
Municipios
1. Dargun, Stadt (5.075)
2. Demmin, Hansestadt * (12.753)

Unión de Municipios (Amt)
| - 1. Amt Demmin-Land [Sitz: Demmin] 1. Beggerow 2. Borrentin 3. Hohenbollentin 4. Hohenmocker 5. Kentzlin 6. Kletzin 7. Lindenberg 8. Meesiger 9. Nossendorf 10. Sarow 11. Schönfeld 12. Siedenbrünzow 13. Sommersdorf 14. Utzedel 15. Verchen 16. Warrenzin - 2. Amt Jarmen-Tutow 1. Alt Tellin 2. Bentzin 3. Daberkow 4. Jarmen, Stadt * 5. Kruckow 6. Tutow 7. Völschow | - 3. Amt Malchin am Kummerower See 1. Basedow 2. Duckow 3. Faulenrost 4. Gielow 5. Kummerow 6. Malchin, ciudad * 7. Neukalen, ciudad 8. Remplin - 4. Amt Peenetal/Loitz 1. Düvier 2. Görmin 3. Loitz, Stadt * 4. Sassen-Trantow - 5. Amt Stavenhagen 1. Bredenfelde 2. Briggow 3. Grammentin 4. Gülzow 5. Ivenack 6. Jürgenstorf 7. Kittendorf 8. Knorrendorf 9. Mölln 10. Ritzerow 11. Rosenow 12. Stavenhagen, Reuterstadt * 13. Zettemin | - 6. Amt Treptower Tollensewinkel 1. Altenhagen 2. Altentreptow, ciudad * 3. Bartow 4. Breesen 5. Breest 6. Burow 7. Gnevkow 8. Golchen 9. Grapzow 10. Grischow 11. Groß Teetzleben 12. Gültz 13. Kriesow 14. Pripsleben 15. Röckwitz 16. Siedenbollentin 17. Tützpatz 18. Werder 19. Wildberg 20. Wolde |